# 114156 Eamonlittle
114156 Eamonlittle è un asteroide della fascia principale. Scoperto nel 2002, presenta un'orbita caratterizzata da un semiasse maggiore pari a 2,9254256 UA e da un'eccentricità di 0,0142117, inclinata di 2,69797° rispetto all'eclittica.
L'asteroide è dedicato all'astronomo britannico Eamon Little.